# Hungria no Festival Eurovisão da Canção 2014
András Kállay Saunders é uma Cantor  que irá representar a Hungria no Festival Eurovisão da Canção 2014, em Copenhague, Dinamarca, com sua canção "Running". Participa na primeira semi final a realizar-se dia 6 de Maio na segunda parte.

## A Dal
| Ordem | Artista                | Música                | J. Csiszár | M. Rúzsa | P. Rákay | K. Kovács | Juri Total | SMS Voto |
| ----- | ---------------------- | --------------------- | ---------- | -------- | -------- | --------- | ---------- | -------- |
| 1     | Depresszió             | "Csak a zene"         | 0          | 0        | 0        | 0         | 0          | —        |
| 2     | Bogi                   | "We All"              | 10         | 6        | 10       | 0         | 26         |          |
| 3     | András Kállay-Saunders | "Running"             | 4          | 10       | 8        | 8         | 30         | 1st      |
| 4     | New Level Empire       | "The Last One"        | 8          | 0        | 0        | 4         | 12         | —        |
| 5     | Dénes Pál              | "Brave New World"     | 0          | 4        | 0        | 0         | 4          | —        |
| 6     | Fool Moon              | "It Can't Be Over"    | 0          | 8        | 4        | 10        | 22         |          |
| 7     | Viktor Király          | "Running Out Of Time" | 6          | 0        | 6        | 6         | 18         |          |
| 8     | HoneyBeast             | "A legnagyobb hős"    | 0          | 0        | 0        | 0         | 0          | —        |